# Ленкавиця (Козеницький повіт)
Ленкавиця (пол. Łękawica) — село в Польщі, у гміні Ґрабув-над-Пилицею Козеницького повіту Мазовецького воєводства.
Населення — 204 особи (2011).
У 1975-1998 роках село належало до Радомського воєводства.

## Демографія
Демографічна структура станом на 31 березня 2011 року:
|          | Загалом | Допрацездатний вік | Працездатний вік | Постпрацездатний вік |
| -------- | ------- | ------------------ | ---------------- | -------------------- |
| Чоловіки | 111     | 29                 | 68               | 14                   |
| Жінки    | 93      | 16                 | 47               | 30                   |
| Разом    | 204     | 45                 | 115              | 44                   |